# Ruoti
Ruoti (Rùote in dialetto ruotese) è un comune italiano di 3 196 abitanti della provincia di Potenza in Basilicata, che fa parte della Comunità montana Marmo Platano.

## Geografia fisica
Il paese di Ruoti è situato su di un'altura dominante il corso della fiumara di Avigliano.

## Origini del nome
Allo stesso modo anche l'origine del nome "Ruoti" è incerta: lo storico Racioppi nel testo "Storia dei popoli della Basilicata e della Lucania" lo assegna al latino del VI secolo e lo fa derivare da "rodicium" trasformato, in seguito, nel termine "rotum" che significherebbe "terra arabile" o "maggese". "Rationes Decimarum Apulia-Lucania" (Potenza - anno 1324) attesta "Pro Beneficio Roti" (n°2183), "Archipresbiter et clerici Roti" (n°2197) e per questa motivazione anche lo storico Racioppi aveva accostato il nome alla voce "rothus" (differente da "rotum" o "rodicium") ma dallo stesso significato: "terreno aperto all'aratro o maggesato". Tale ipotesi, tuttavia, risulta differente da quella dello storico Sabatini che deriva il toponimo dal personale germanico-longobardo "roto" (Forstermann 1900) già documentato nell'anno 715 a Siena. La versione del nome proposta dallo storico Giuseppe Gattini, invece, pare coerente con la questione dei profughi albanesi che eran soliti riunirsi e disporsi a ruota. I due stemmi maggiormente rappresentativi del paese di Ruoti sono: una ruota d'oro e una quercia con una coroncina. Un'attestazione del 1910 pare confermare che lo stemma ufficiale, riconosciuto in quegli anni, fosse quello della ruota d'oro con otto raggi su sfondo azzurro. Probabilmente il primo stemma rappresentativo fu quello dell'albero con la coroncina presente nella Chiesa Madre di San Nicola (Romanica).

## Storia
Questa antica Rocca Osca, fortificata dai Romani, venne certamente rifondata e rifortificata dai Longobardi, fino ad assumere la funzione di un arroccato castello di grande importanza strategica durante i torbidi che avvennero prima che si costituisse il Regno normanno. L'importanza storica del feudo di Ruoti è attestata dalla metà del XII secolo. All'epoca il feudatario, oltre che prendere l'agnomen del feudo, doveva offrire al proprio sovrano un contribuito in militi e serventi e, tutto ciò, sotto l'obbligo del giuramento; il che suggerisce la suggestiva ipotesi che oltre il prestigio, il feudo si accrescesse demograficamente. Ancora di più questa ipotesi è avvalorata dal fatto non trascurabile che Ruoti viene indicato non come Casale, ma come Terra, il che sta a dimostrare che rappresentava un centro sicuramente più importante dei casali, anche se non raggiungeva l'importanza dei centri denominati Città. Tuttavia, cercare di ricostruire con fedeltà storica gli avvenimenti di questa Terra durante il periodo medievale è impresa abbastanza ardua. Questo, essenzialmente, per due motivi: carenza di documenti e scarsa menzione da parte dei cronisti dell'epoca riguardo Ruoti ed i suoi feudatari. Restano, tuttavia, frammenti di documenti tra i quali uno che attesta il secondo anno di regno di Federico II e che tratta di un'autorizzazione concessa al potentino monastero di S. Lazzero "per fare legna nel bosco di Ruoti". Un altro frammento di documento indica semplici disposizioni di manutenzione dei castelli e delle case imperiali. Dopo la morte di Federico II è molto probabile che Ruoti, data la sua posizione strategica, si sia trovato coinvolto in una guerra svevo-angioina per la conquista del Mezzogiorno d'Italia. Nelle insurrezioni contro gli Angioini, oltre a piccoli feudatari della zona del Vulture-Melfese, fu coinvolto Roberto di Santa Sofia, barone di un feudo limitrofo a quello di Ruoti. Una volta che gli Angioini ebbero ragione dell'esercito imperiale svevo a Tagliacozzo (1268), Ruoti passò di mano in mano, da un feudatario all'altro, fino a perdere l'importanza che aveva avuto durante la dominazione degli Svevi. Ma nemmeno l'avvento della dominazione Aragonese mutò la situazione del centro abitato. La Terra di Ruoti continuò ad essere venduta tra i vari signorotti locali finché finì quasi per scomparire demograficamente in seguito ad epidemie che tormentarono il Sud d'Italia. La popolazione abbandonò il centro abitato e si spostò nei campi. Questo fenomeno si registrò anche a cavallo dei secoli XV - XVI. Nel cedolario del 1508 la Terra di Ruoti risulta disabitata. Solo nel 1511 sembra uscire dalla crisi quando il conte di Muro, Jacopo Alfonso Ferilli, consentì l'immigrazione di una colonia di Albanesi Schiavoni che ricostituì il primo nucleo della popolazione ruotese. Più tardi rientrarono anche famiglie spagnole e francesi. La popolazione continuò ad aumentare fino a che, nel 1561, non raggiunse i 91 fuochi, ed iniziarono le proteste dei vari vassalli per strappare confessioni e benefici ai conti di Muro Lucano. Nonostante ciò, la Terra di Ruoti fu ancora venduta ed i vassalli continuarono ad essere in contrasto con i feudatari. La situazione durò quasi un secolo, sicché nel 1794 i cittadini, riuniti in pubblico parlamento, richiesero la continuazione di quella causa che tendeva a far passare l'Università di Ruoti sotto il Regio Demanio, e che era stata abbandonata in seguito alle capitolazioni elargite da Zenobia Scaglione (proprietaria della Terra di Ruoti nel 1620). Nel 1799 alle manifestazioni repubblicane aderì anche Ruoti. I cittadini proclamarono la Municipalità repubblicana, nominando presidente il sacerdote Gerardo Pisanti. Questi promise immediatamente la spartizione delle terre ed organizzò un reparto di armati. Tuttavia la Municipalità R. non durò a lungo, poiché le truppe realiste e le bande sanfediste dello Sciarpa soffocarono nel sangue anche la rivolta di Ruoti. Molti furono, in seguito, i delitti e le vendette contro coloro che avevano diffuso e fondato la Municipalità Repubblicana. L'estenuante repressione terminò nel 1808. Nel 1860 quasi tutto il paese aderì al movimento unitario e un folto gruppo di cittadini accorse a Potenza. Molti seguirono Pisanti nella battaglia tra Garibaldi ed i Borbonici sul Volturino. Il 9 aprile del 1861 un tentativo di restaurazione borbonica fu in breve soffocato dalla Guardia Nazionale al comando del medico Gerardo Salinardi. In seguito cessarono le lotte che gli amministratori di Ruoti avevano portato avanti per più di quattro secoli. Nel 1951 le leggi di Riforma Agraria spezzarono definitivamente sul piano economico i resti dell'ex feudo.
Negli anni della seconda guerra mondiale, tra il 1940 e il 1943, 7 profughi ebrei tedeschi (tra cui famiglie con bambini) furono confinati in soggiorno coatto a Ruoti. Furono tutti liberati con l'arrivo dell'esercito alleato nel settembre 1943. Rimarranno in varie località dell'Italia meridionale in attesa della fine della guerra.

### Stemma
Ruoti non ha avuto un unico stemma rappresentativo nel corso della sua storia; essa ha seguito quella dei territori circostanti, assoggettati nel corso dei secoli a più dominazioni e passati da un feudatario all'altro: possedimento dei Sanseverino verso la fine del Trecento, fu poi assegnata ai Corsaro di Melfi, cui subentrarono i Messanelli, i Gattola e i Ferrilio, conti di Muro. Tra il XV e il XVI secolo, Ruoti accolse una colonia di profughi albanesi, divenendo poi proprietà degli Orsini di Gravina e dei Capeci-Minutolo, che nella prima metà del Seicento assunsero il titolo di principe. È probabile, quindi, che ciascuno di questi abbia introdotto uno stemma o un marchio di riconoscimento: questo rende complicata la ricerca del primo stemma di Ruoti.

## Monumenti e luoghi d'interesse

### Architetture religiose

#### Cappella del Calvario
Sorge all'entrata del paese, su uno spuntone tufaceo che ricorda il monte Calvario. Ha la porta centrale e due porte finestre. Sino a pochi anni fa esisteva, sul frontone, una scritta ora andata perduta. Nel 1874, nello spazio laterale antistante, venne fusa una campana della chiesa madre.

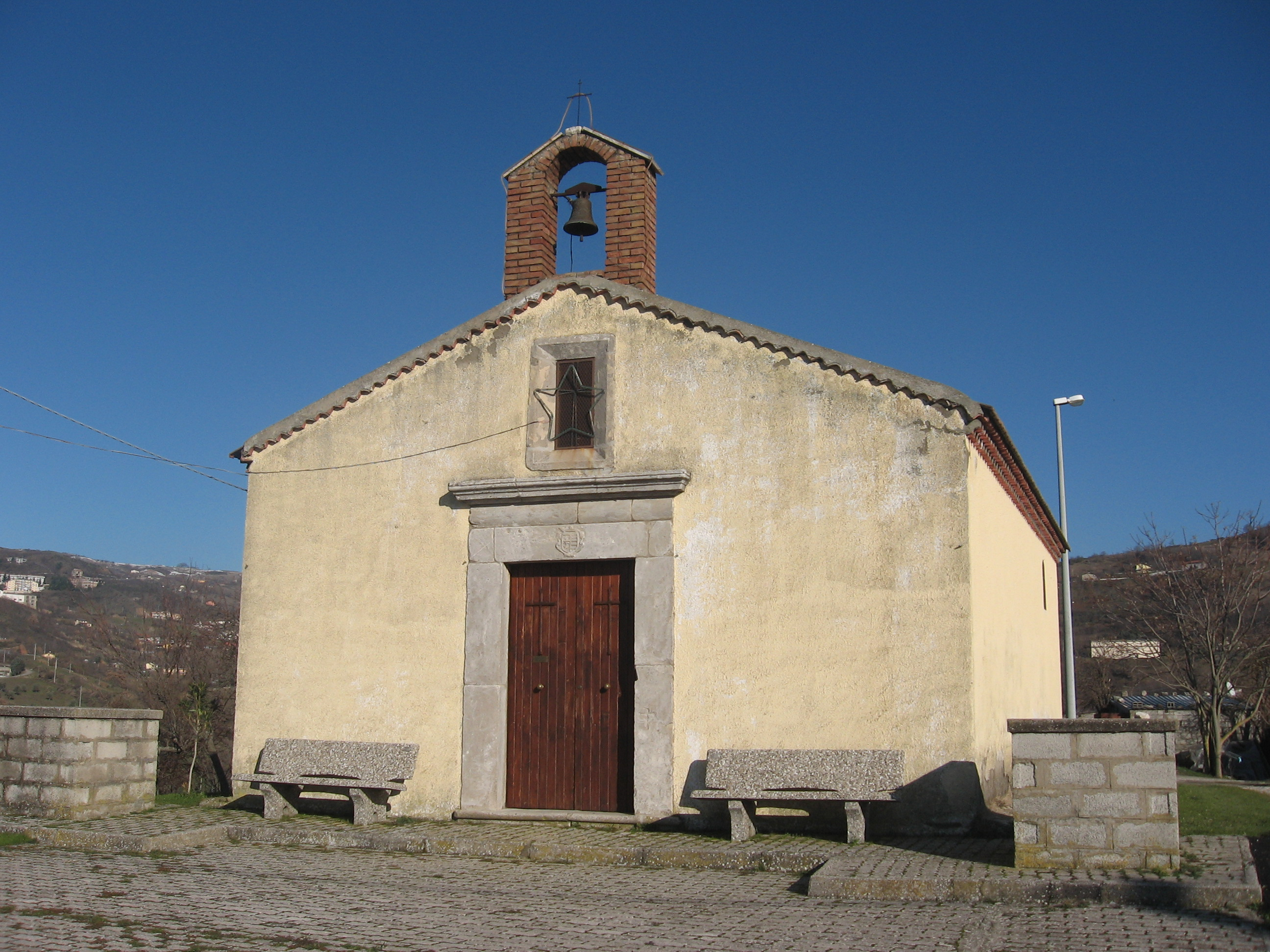
Chiesa di San Rocco

#### Chiesa di San Rocco Patrono di Ruoti
Nella località Spinosa, durante la peste del 1651, a cura del feudatario dell'epoca venne costruita, su suo terreno, la cappella dedicata a san Rocco. In tale cappella la statua del santo viene portata in processione il 16 agosto e ripresa la prima domenica di settembre, giorno in cui vengono tributati i festeggiamenti. Anche in tale cappella, ora restaurata, esiste un portale di pietra dell'Abetina sul cui frontale esiste lo stemma stilizzato dei Capece Minutolo.

#### Chiesa di San Vito Martire
Costruita nello spiazzo omonimo, è sostanzialmente una cappella. Vi si trova un altare di pietra locale dell'Abetina che, con gli altri altari e portali delle case di Ruoti, dimostra la presenza nel 1600 - 1700 di valenti scalpellini. Altro altare più recente è dedicato a San Donato. Sulla volta esiste un dipinto raffigurante San Rocco, patrono di Ruoti, con raffigurazione panoramica del paese. È stata restaurata varie volte a devozione di fedeli.

#### Chiesa della Madonna del Rosario
Già chiesa del Rosario, si alternava con la chiesa madre come luogo di sepoltura sin quando, nel 1851, venne costruito ed usato il cimitero. Ha un portale di pietra locale da attribuirsi ai secoli XV e XVI. Vi è custodito un quadro settecentesco. Il piccolo ossario che vi era annesso al fianco destro, fu rimosso pochi anni fa, allorquando venne costruito l'asilo.

#### Chiesa di San Pietro
Era la chiesetta del castello feudale da pochi anni completamente scomparsa anche nei ruderi in seguito a recente costruzione di casa privata e di pavimentazione della piazzetta antistante. Ne resta il ricordo nella strada omonima.

#### Chiesa di San Sebastiano
Antica cappella nella piccola piazza del paese venne, verso il 1630, dal feudatario unita al cosiddetto "palazzo del Principe" che in tale anno fu costruito. Il feudatario inoltre ottenne il permesso di costruirvi sopra essendo stata, in tale epoca, la chiesa tolta al culto. Divenne in seguito sede della Guardia nazionale e di recente negozio. Viene ricordata dal vicolo omonimo.

#### Chiesa di San Lorenzo
Antica cappella del 1500 circa, costruita, con molta probabilità, durante la dominazione angioina. Nominata in molti documenti del 1600, come cappella già sconsacrata, venne in seguito venduta ed attualmente è incorporata in una casa privata. Il ricordo ne è tramandato dalla piazzetta omonima.

### Altri monumenti
Per le vie del centro storico si possono ammirare pregevoli portali di antichi palazzi. Di interesse artistico è la chiesa madre di San Nicola, nel cui interno sono conservati una tela del 1500 raffigurante la Madonna del Rosario, alcune tele settecentesche raffiguranti la Madonna e i santi opere del pittore Gian Lorenzo Cardone ed una statua lignea di san Nicola del XIV secolo. La cupola e le mura perimetrali della struttura, terminati nel 1805, si attribuiscono ad un discepolo del Vanvitelli. In località Badia a Ruoti, a Bucine, si trova la chiesa di San Pietro a Ruoti. La chiesa presenta nella facciata un protiro pensile risalente all'XI secolo. L'interno, a croce latina, è a una sola navata conclusa da abside semicircolare; all'incrocio della navata con il transetto si innalza una cupola rivestita all'esterno da un alto tiburio ottagonale. All'interno, oltre ad affreschi frammentari del XVI secolo, l'Incoronazione della Vergine tra santi di Neri di Bicci (1472).

### Aree naturali
Nelle vicinanze del paese è situata l'Abetina di Ruoti, segnalata dalla Società botanica italiana per la presenza dell'abete bianco ormai diventato una specie rara.
Il bosco di Abetina è situato in territorio di Ruoti a circa 900 metri di altitudine, dista 14 km dal capoluogo di regione; 5 km dal centro abitato da Ruoti e 6 km dal centro abitato di Avigliano. Ricopre una superficie boschiva di 123 ettari. La piovosità media è circa 980 mm/anno, la temperatura è di circa 12 gradi centigradi, il suolo più mediamente profondo a tessitura argillosa e dotato di abbondante sostanza organica. Il termine "Abetina" individua una formazione boschiva in cui l'abete bianco (Abies Alba) rappresenta il 90% circa della popolazione. Questo era un termine adeguato per il popolamento di Ruoti che fino agli anni anteriori alla II guerra mondiale rappresentava uno dei maggiori nuclei di abetina spontanea italiana; il bosco di proprietà privata era rimasto inutilizzato e ciò aveva favorito la sua conservazione, tant'è che secondo i racconti della gente degli anni 30 il popolamento aveva dimensioni tali da consentire di attraversarlo completamente camminando sui rami. In passato, l'Abetina ricopriva le pendici nord - occidentali della montagna Li Foi di Ruoti e Picerno, giungendo a lambire il monte Carmine. Negli anni 1650 - 1700 l'Abetina di Ruoti costituiva la continuazione degli altri boschi del massiccio principale di Li Foi e propriamente dei boschi del Principe Ruffo e del comune di Ruoti, dai quali oggi è separato, per circa 2 km, da terreni a coltura agraria e pascolo, alternati a piccoli gruppi boscosi che attestano l'antica continuità del bosco Abetina col "Bosco Grande" attualmente di proprietà del comune di Ruoti e della Regione Basilicata.

## Società

### Evoluzione demografica
Abitanti censiti

### Religione

#### Festività patronali

##### San Rocco Pellegrino e Confessore
Il Patrono di Ruoti è San Rocco, e si festeggia il 16 agosto ma anche la prima Domenica di Settembre. Storica è la processione che dal paese si dirige in Contrada Spinosa dove viene celebrata la Santa Messa e dove si festeggia. Contrariamente al 16 agosto, nella processione della prima Domenica di Settembre, il Santo Patrono di Ruoti viene riportato nella Chiesa di San Vito partendo da Contrada Spinosa. Allo stesso tempo il Sindaco del paese parte con un'altra processione dal paese per incontrare la Santa Processione in contrada Marano: le due processioni coalescono e assieme si ritorna al paese. Durante la processione, è usanza cantare delle canzoni a San Rocco tra cui ve ne sono due di provenienza ruotese in seguito esportate anche in America dagli emigrati che lasciarono Ruoti negli anni intorno al 1910 a causa di alcune carestie. San Rocco viene raffigurato con un cane, una croce sul lato del cuore, un angelo, e i simboli del pellegrino. Infatti è un santo francese venerato dalla Chiesa cattolica come protettore dei pellegrini, degli appestati e più in generale dei contagiati, dei farmacisti, dei becchini. È il santo che ha il maggior numero di luoghi di culto dedicati a livello mondiale. Il Gruppo Folk "Miss '48" è stato anche protagonista della festività di San Rocco di Potenza a Chicago, Illinois.

##### San Donato Vescovo e Martire
Altrettanto importante e venerato è San Donato festeggiato a Ruoti il 7 agosto. Le celebrazioni in onore del santo durano due o tre giorni ed il momento culminante è la processione per le vie del paese che si tiene la mattina del 7. Tra gli ospiti d'onore dei festeggiamenti a Ruoti vi sono stati Riccardo Cocciante, Iva Zanicchi, i Jalisse, gli Studio 3, Valentina Persia, Rosanna Fratello, Dado, Alan Sorrenti; ospite d'onore dei festeggiamenti 2008 è stato il famoso cantautore napoletano Nino D'Angelo.
- 15 giugno: vengono ricordati con una processione Sant'Antonio e San Vito Martire;
- Venerdì Santo: vengono portate in processione la Madonna addolorata e il Gesù Morto;
- 1ª domenica di ottobre: processione in onore della Madonna del Rosario;
- Corpus Domini: processione del Santissimo Sacramento dell'altare;
- 13 dicembre: processione di Santa Lucia e San Nicola se non piove in mattinata.

### Tradizioni e folclore

#### Abito tradizionale

##### Abito tradizionale femminile
Le donne ancora oggi indossano lu custum, abito popolare costituito dai seguenti indumenti:
- La cammis: camicia realizzata con stoffa di colore bianco in cotone, plissettata ai polsi e all'altezza delle spalle sulle quali si poteva ammirare un particolare ricamo chiamato r'chiech pent. La cammis veniva abbellita con la pzzodd, pezzo di stoffa in genere di cotone o raso, ricavata a mo' di pizzo e cucita sulla camicia a copertura del seno. La camicia si presentava abbastanza scollata e consentiva la vista r'lu brlock, ossia un pendente di oro agganciato a la saracoll.
- La saracoll: fascetta di velluto di vario colore (nero, marrone, rosa..) che avvolgeva il collo delle donne.
- L'arricc: di raso o velo, completava e arricchiva la scollatura della camicia. Era plissettato e veniva cucito sul bordo.
- Lu piett: realizzato con stoffa di cotone o panno piuttosto spessa, era di colore nero e rappresentava la scollatura portante del costume. Munito di bretelle chiuse in vita, veniva indossato a mo' di giacca e serviva per cucirvi la parte inferiore del vestito. Questo, a seconda delle possibilità economiche, era costituito da uno dei seguenti elementi: lu crett plissettato in vita, realizzato in tessuto di lana (panno spesso); la unnedd, pure plissettata in vita, in lana fine cstor (panno leggero). Lu piett dopo essere stato indossato, veniva chiuso nella parte anteriore da una fascia, imbottita con residui di stoffa, chiamata lu mbuttit, che serviva a sostenere il seno.
- La f'ttucc: in raso o seta ricamata, veniva cucita su un panno rosso che copriva lu mbuttit. Panno che rimaneva a vista, solo nella parte inferiore, per un'altezza di 3 centimetri circa.
- Lu jippon: Giacchino e/o bolero in cotone o seta, di colore nero, completamente ricamato o ricoperto da un velo nero chiamato blond. Veniva indossato dalle adulte, lavorato a mo' di pizzo e addobbato con paillettes dello stesso colore; mentre le ragazze indossavano solo le maniche e non usavano lu mbuttit c'la fttucc che era, invece, destinato loro soltanto al raggiungimento della maggiore età.
- Lu uandsin: grembiule. Ricopriva la parte anteriore del vestito e veniva ricamato a mo' di pizzo, ricoperto da fasce di raso e da paillettes dello stesso colore.
- Lu fasciatur: era il copricapo delle donne, in panno di colore verde. Dopo essere stato piegato a quatt gnuttch, veniva fissato ai capelli con fermagli o spilloni in oro.
- Lu puann: copricapo di panno. Veniva indossato dalle donne per proteggersi dal freddo, in giorni di festa.
- La mantell: mantella coprispalle, in lana, indossata tra le mura domestiche.
- La sciarp: sciarpa in lana, che fungeva da coprispalle e copricapo.
- R'scarp: scarpe in pelle nera che venivano calzate con il costume.
- Lu maccatur: fazzoletto, in genere di cotone o seta ricamata, usato quotidianamente per coprire la cammis e la f'ttucc. Lu maccatur veniva annodato nella parte alta delle bretelle r lu piett e nella parte bassa infilato nd'lu uandsin.
- Costume da sposa: era realizzato dagli stessi elementi, con la differenza che lu uandsin e lu jippon erano di colore bianco, così pure il copricapo che era chiamato la tuaglj. Il tutto era decorato come per il vestito normale.

##### Abito tradizionale maschile
Gli uomini, invece, hanno perso l'uso di indossare l'abito popolare maschile che era composto dai seguenti indumenti:
- La cammis: camicia realizzata con stoffa di cotone, munita di collo a pistagna.
- I cavzun: pantaloni in velluto, lunghi fino al ginocchio, abbottonati lateralmente con tre bottoni. In vita venivano legati con una fascia di stoffa.
- La cammsol: gilet in velluto, con taschini e cinturino posteriore regolabile.
- Lu capan: giacca in velluto, simile a quelle attuali.
- R'cauzett long: calze lunghe alla caviglia, di lana, abbastanza spesse. Venivano mantenute da lacci di crine di capra, abilmente intrecciati da mano esperta, chiamati r lasc.Ai piedi si calzavano i'cauzariell, calzini di lana fine, fatti a mano.
- I' scarpun: in cotica di suino sagomata ai piedi, venivano allacciati con r lasc.
- Lu maccatur: fazzoletto in stoffa di vario colore (in genere rosso), legato al collo principalmente dai contadini per atteggiarsi.
- Lu pastran: mantello realizzato con stoffa di cotone e/o panno abbastanza spesso, di colore nero. Veniva indossato per ripararsi dal freddo.
- Lu cappiedd: cappello in panno cinto con un cordino intrecciato colorato.

#### La consumazione del matrimonio molto tempo fa
Il rituale riguardava il matrimonio che avveniva fuori dalla chiesa, dove i futuri sposi si univano. Solo dopo il sì, potevano entrare per celebrare la messa. Qualora ricorrevano due matrimoni, si credeva che la coppia uscita dalla chiesa sarebbe anche morta prima. Ma la fase più delicata, ritenuta molto rischiosa e bisognosa di protezione, era il momento della consumazione del matrimonio. I suoceri degli sposi preparavano il letto matrimoniale che non doveva essere visto da nessuno per allontanare il malocchio. Si poneva sotto il cuscino un velo bianco che doveva essere utilizzato dagli sposi e fuori dalla porta un altro panno che indicava la verginità della donna. A completamento, contro il malocchio, venivano riposti alcuni chicchi di grano (come segno di abbondanza e ricchezza) e un pizzico di sale (come segno di maturità della coppia). Sotto il letto, invece, venivano riposti un ceppo che era stato bruciato la notte di Natale (propiziatorio per la venuta dei figli), una scure e qualche attrezzo agricolo (in segno di difesa della famiglia e di lavoro e sacrificio per il mantenimento della stessa). Si aggiungeva, infine, una scopa al rovescio dietro la porta per distrarre il "fascino" o mal'vient'  che così, si diceva, rimaneva sull'uscio. Quando gli sposi si ritiravano in camera, due uomini rimanevano a vegliare l'ingresso di casa, fuori dalla porta, per impedire che qualcuno facesse il malocchio, magari appendendo una carogna di animale.

#### Gli antichi riti magici
Era consuetudine che parte del popolo contadino si rivolgesse per i "malocchi" a persone anziane, quasi sempre donne, giudicate esperte. Erano donne che per guarire usavano miscugli di erbe, aromi e polveri, a seconda della malattia o dell'oscuro maleficio da combattere. La maledizione quasi sempre veniva vista come una sventura o una sfortuna continua e, in molti casi, come azione diabolica tendente ad appropriarsi del sentimento altrui. La somministrazione di tali miscugli avveniva con la recitazione di una serie di versi o scongiuri, mescolando il sacro e il profano. Molte volte queste anziane donne venivano contattate per creare filtri d'amore, per conquistare uomini e strapparli ad una rivale. In questo caso la ricetta era un miscuglio fatto con peli delle ascelle, peli del pube e sangue venoso (ritenuto potentissimo per legare a sé un altro uomo). Il filtro veniva portato addosso dalla donna, per poterlo elevare e consacrare, mormorando qualche scongiuro, al momento della somministrazione che avveniva per mezzo del brodo, del caffè o di altre bevande. Una di queste donne che ha praticato a Ruoti fino agli anni '80 del Novecento l'arte della stregoneria era Za Carmel R' Ross, che viveva in fitto nel Palazzo del Principe. Tra i "masciari", pure recentemente scomparsi a Ruoti, dediti alla guariglione, c'era quello soprannominato Lu monc che operava in località "Caldane". Specializzato in ortopedia, riceveva solo per appuntamento anche dai paesi limitrofi. Legate ai "masciari" erano le cerimonie propiziatorie per la protezione dei neonati dagli influssi maligni. Per consuetudine, fino a qualche decennio fa, quando si andava in visita da qualche famiglia dove c'erano bambini, bisognava pronunciare il rituale saluto Crisc' Sant' sottintentendo che questi dovevano crescere accompagnati da San Martino che rappresentava l'abbondanza. Ancora oggi lo fanno le persone più anziane; queste, inoltre, salutano i giovani con l'esclamazione b'nric' c'bell uaglion'  nel senso che si benedice il signore per aver donato loro buona salute.

## Cultura

### Media

#### Stampa
Storia, tradizioni, cultura e proverbi sono stato spesso oggetto di pubblicazioni locali. Il testo in cui è contenuta la più grande mole di informazione sul paese è L'antica terra di Ruoti di Gerardo Salinardi. Accanto a questo importante riferimento sono stati pubblicati:
- Proverbi e modi di dire Lucani di Benedetto Buccico;
- All'ombra della mia bandiera (Diario ed epistolario di guerra) di Gerardo Salinardi;
- Ruoti è anche costume
- Confidencias (Confidenza) di Canio Nicola Iacouzzi;
- La Naia (La Colimba) - Ricordi della vita militare di Canio Nicola Iacouzzi;
- Ruoti 150 (Il 150º anniversario dell'Unità d'Italia a Ruoti e in America);
- Il ragazzo di campagna di Domenico Errichetti;
- El cartero y un nino (Il postino e il bambino) di Canio Nicola Iacouzzi;
- Dizionario del dialetto Ruotese;
- Miscelanea di Canio Nicola Iacouzzi;
- Com'eravamo - Ricordi della comunità ruotese fino ai giorni nostri;
- La gente, la terra e il borgo antico a cura di Giovanni Imbrenda e Gerardo Maria Cantore;
- Ru Mmiere r'Ruoti arrive 'n-paravise di Benedetto Buccico;
- La core re lu puorche di Benedetto Buccico;
- The excavations of San Giovanni di Ruoti" - Volume I: "The villas and their enviroments - Alastair M.Small and Robert J.Buck;
- The excavations of San Giovanni di Ruoti - Volume II: "The small finds" - C.J Simpson;
- The excavations of San Giovanni di Ruoti - Volume III: "The Faunal and plant remains" - M.R. Mackinnon;
- Asmara Napoli di Gerardo Maria Cantore;
- Rocco Labriola, Per un percorso sull'istruzione obbligatoria postunitaria. Il caso di Ruoti, in Bollettino Storico della Basilicata, n. 28, 2012.
- Rocco Labriola, Ruoti e i suoi patrioti. Filippo Bùccico nel risorgimento politico basilicatese. Potenza, Centro Stampa Digitale, 2013.
- Ruoti e le sue immagini.
- Rocco Labriola, Ruoti tra rivolte contadine e riforma agraria, in Rassegna Storica Lucana, n. 51-62, 2010-15, Editricermes, 2015.
- Sebastiano Rizza, "Ricordi" di Giuseppe Pisanti e Ruoti lo ricorda... con una ristampa, https://digilander.libero.it/cultura.popolare/pignola/miscellanea/pisanti-ruoti.pdf.

### Eventi
Da diversi anni Ruoti ospita un importante festival di danze popolari, la "Rassegna Danze Folk" organizzato da "Miss '48", il gruppo di danze folkloristiche del paese.
Ogni estate arrivano rappresentanze di ballerini di diverse nazioni, per far conoscere le proprie tradizioni in uno scambio interculturale che ha come protagonista la danza.

## Economia
Nel territorio, oltre agli allevamenti degli ovini e caprini, dal cui latte si ricavano ottimi formaggi, sono molto diffuse le colture cerealicole. Si coltivano in particolare frumento, foraggi, ortaggi. Di particolare pregio della zona gli oliveti, frutteti e vigneti, dai quali si ricava il vino Asprino. L'industria è per lo più rivolta al comparto alimentare: il prodotto principe è quello lattiero-caseario. Nel settore dell'artigianato è rinomata la lavorazione della paglia e vimini.

## Infrastrutture e trasporti

### Strade
- Strada statale 7 Via Appia

### Ferrovie
- Stazione di Baragiano-Ruoti, sulla ferrovia Battipaglia-Potenza-Metaponto

## Sport

### Calcio
- Atletico Ruoti, militante in Prima Categoria lucana.[10]